# En Pere sense por
En Pere sense por (també anomenat En Joan sense por en altres versions) és un conte tradicional europeu, recollit a Els llibres de les fades i abans pels germans Grimm. Joan Amades va recopilar-lo posteriorment a terres catalanes.

## Argument
En Pere és el fill petit d'un home i mai no ha tingut por. Vol aprendre a tremolar, per això visita cases encantades, uns condemnats a mort i passa nits en campanars i cementiris. La seva valentia arriba a orelles d'un rei, que el posa a prova a un castell maleït. Allà venç els suposats fantasmes i els enemics que li envia el mateix rei, fins que aquest li dona la seva filla en matrimoni. La parella és feliç però en Pere sense por vol aprendre a tremolar i sent que li manca alguna cosa. La seva dona agafa un barril ple d'aigua gelada i l'hi llença al damunt, dient-li que ara ja sap què és tremolar.

## Anàlisi
La història és atípica dins els contes de fades, perquè no apareix la màgia i justament el personatge es burla dels personatges suposadament sobrenaturals, com un fantasma, demostrant que en la majoria de casos són trucs per enganyar la gent. El toc d'humor final contrasta també amb la moralina d'aquestes històries, que serveixen per ensenyar els infants.
L'esquema prototípic sí que se segueix en la trama global: el protagonista és el fill petit i aconsegueix casar-se amb la filla del rei gràcies al seu enginy. Es tracta d’un conte on el protagonista és un adolescent, segueix l’esquema característic del conte maravellós en que el protagonista s'acava casant.